# Podgrodzisk
Podgrodzisk – kolonia w Polsce położona w województwie podlaskim, w powiecie sokólskim, w gminie Suchowola.
W latach 1975–1998 miejscowość administracyjnie należała do województwa białostockiego.
Przez miejscowość przebiega droga wojewódzka nr 670.
Podgrodzisk stanowi samodzielne sołectwo.